# Abd-ar-Raüf as-Sinkilí
Abd-ar-Raüf ibn Alí al-Jawí al-Fansurí as-Sinkilí, més conegut senzillament com a Abd-ar-Raüf as-Sinkilí (1620-mort després del 1693) fou un sufí de Sumatra nascut a Singkel, al nord de Fansur.
Va fundar (vers 1661) una tariqa shattariyya a Atjeh que es va difondre per tota Indonèsia, especialment a Java. Aquesta confraria fou fundada a Aràbia per Ahmed al-Kushashi, que va tenir per successor a Ibrahim al-Kurani.